# Liste der Baudenkmäler in Gellep-Stratum
Die Liste der Baudenkmäler in Gellep-Stratum enthält die denkmalgeschützten Bauwerke auf dem Gebiet von Krefeld-Gellep-Stratum, Stadtbezirk Uerdingen, in Nordrhein-Westfalen (Stand: April 2020). Diese Baudenkmäler sind in der Denkmalliste der Stadt Krefeld eingetragen; Grundlage für die Aufnahme ist das Denkmalschutzgesetz Nordrhein-Westfalen (DSchG NRW).

| Bild           | Bezeichnung           | Lage                                           | Beschreibung | Bauzeit  | Eingetragen seit | Denkmal- nummer |
| -------------- | --------------------- | ---------------------------------------------- | ------------ | -------- | ---------------- | --------------- |
| weitere Bilder | Hofanlage „Kohteshof“ | Heulesheimer Straße 2 Karte                    |              | vor 1790 | 13.09.2006       | 944             |
| weitere Bilder | Wohnhaus              | Kaiserswerther Straße 120/120a/120d/120e Karte | ⊙            | 18. Jh.  | 31.08.1984       | 290             |